# Мусаев, Бейбулат Зайналович
Бейбулат Зайналович Мусаев (8 августа 1977 года, Махачкала, Дагестанская АССР, СССР) — российский и белорусский борец вольного стиля. По национальности — даргинец.

## Спортивная карьера
Бейбулат Мусаев - воспитанник СДЮШОР «Урожай» г. Махачкалы. Чемпион Европы среди молодежи 1995 года, серебряный призёр чемпионатов Европы 2000 и 2002 годов, бронзовый медалист чемпионата Европы 2001 года. Участник XXVII Олимпийских игр 2000 года в Сиднее (занял 9-е место).

### Чемпионат Европы 2000
В финале Мусаев проигрывает Адаму Сайтиеву

### Олимпиада 2000
На Олимпиаде-2000 жребий снова сводит Мусаева и Сайтиева. Победив сперва австралийца Игоря Прапорщикова со счётом 13:0, он затем вновь проигрывает Адаму. Счёт - 1:4.

### Чемпионат Европы 2001
На стадии 1/4 финала белорусский борец вышел на схватку против Сажида Сажидова, которую проиграл со счётом 1:3.

### Чемпионат мира 2001
На первом и последнем для себя мировом форуме Бейбулат Мусаев выступил неудачно. На подступах к финалу он проигрывает кубинцу Йоэлю Ромеро (счёт 0:3) и американцу Брэндону Эггуму (счёт 2:3).

### Чемпионат Европы 2002
На этом чемпионате белорус поочерёдно побеждает: грека Лазароса Лоизидиса (счёт 4:3), израильтянина Колесникова (счёт 10:0), азербайджанца Гараева (счёт 5:3), грузина Миндорашвили (счёт 4:1). На финальную схватку Бейбулат выходит с Сажидом Сажидовым, которому опять проигрывает со счётом 1:3.

## Постспортивная карьера
После завершения спортивной карьеры Мусаев решил заняться политикой. В 2009 году был помощником судьи Кумторкалинского районного суда. С 27.01.2015 г. является заместителем Руководителя Аппарата Народного собрания Республики Дагестан – начальник правового управления. Имеет высшее образование. По специальности - юрист. Советник государственной гражданской службы Республики Дагестан 3 класса. В ноябре 2015 года выдвинул свою кандидатуру на должность судьи Верховного суда Республики Дагестан.

## Спортивные достижения
- 2-кратный серебряный призёр чемпионата Европы (2000, 2002[10]).
- Бронзовый призёр чемпионата Европы (2001).
- Почётная грамота Республики Дагестан (2025)[11].